# Thank Me Later
Albums de Drake
So Far Gone
(2009) Take Care
(2011)
Singles
1. Over
Sortie : 8 mars 2010
2. Find Your Love
Sortie : 5 mai 2010
3. Miss Me
Sortie : 1er juin 2010
4. Fancy
Sortie : 3 août 2010

Thank Me Later est le premier album studio du rappeur canadien Drake, sorti le 15 juin 2010 sur le label de Lil Wayne, Young Money Entertainment, et distribué par Universal Motown.

## Genèse
Drake avait prévu de sortir son premier album officiel, Thank Me Later, à la fin de l'année 2009, mais la date de sortie de l'album fut reportée, d'abord à mars 2010, puis au 25 mai 2010. Universal Motown a ensuite déclaré que l'album serait repoussé de trois semaines et sortirait le 15 juin 2010.
On retrouve des collaborations avec des pointures comme Kanye West, Alicia Keys, Jay-Z, T.I. et Lil Wayne. On retrouve également à la production des producteurs de renom tels que Kanye West, Timbaland ou encore Swizz Beatz.
Le 4 mars 2010, Drake sort le premier single de son album, "Over".

## Liste des pistes
| 1.    | Fireworks (featuring Alicia Keys)     | Aubrey Graham, Noah Shebib, Matthew Samuels, Christian Kalla, Alicia Cook                                  | Noah "40" Shebib, Boi-1da, Crada  | 5:13 |
| 2.    | Karaoke                               | Graham, Francis Starlite, Shebib                                                                           | Francis & The Lights              | 3:48 |
| 3.    | The Resistance                        | Graham, Shebib, Samuels, Oliver El-Khatib                                                                  | Noah "40" Shebib                  | 3:45 |
| 4.    | Over                                  | Graham, Samuels, Nick Brongers, Shebib                                                                     | Boi-1da, Al-Khaaliq               | 3:54 |
| 5.    | Show Me a Good Time                   | Graham, Kanye West, Jeff Bhasker, Ernest Wilson                                                            | Kanye West, No I.D., Jeff Bhasker | 3:30 |
| 6.    | Up All Night (featuring Nicki Minaj)  | Graham, Samuels, Matthew Burnett, Onika Maraj                                                              | Boi-1da, Matthew Burnett          | 3:54 |
| 7.    | Fancy (featuring T.I. et Swizz Beatz) | Graham, Shebib, Samuels, Kasseem Dean, Aubry Johnson, Henry Zant                                           | Swizz Beatz, Noah "40" Shebib     | 5:19 |
| 8.    | Shut It Down (featuring The-Dream)    | Graham, Shebib, Sidney Brown, Terius Nash                                                                  | Noah "40" Shebib, Omen            | 6:59 |
| 9.    | Unforgettable (featuring Young Jeezy) | Graham, Shebib, Samuels, Jay Jenkins, Ronald Isley, Ernie Isley, Marvin Isley, O'Kelly Isley, Chris Jasper | Noah "40" Shebib, Boi-1da         | 3:34 |
| 10.   | Light Up (featuring Jay-Z)            | Graham, Shebib, Anthony McIntyre, Shawn Carter                                                             | Noah "40" Shebib, Tone Mason      | 4:34 |
| 11.   | Miss Me (featuring Lil Wayne)         | Graham, Samuels, Shebib, Dwayne Carter, Doug Edwards, Dave Richardson                                      | Boi-1da, Noah "40" Shebib         | 5:06 |
| 12.   | Cece's Interlude                      | Graham, Shebib, Adrian Eccleston                                                                           | Noah "40" Shebib                  | 2:34 |
| 13.   | Find Your Love                        | Graham, West, Bhasker, Wilson, Patrick Reynolds                                                            | Kanye West, No I.D., Jeff Bhasker | 3:29 |
| 14.   | Thank Me Now                          | Graham, Timothy Mosley                                                                                     | Timbaland                         | 5:29 |
| 61:02 |                                       | |                                   |      |

| 15. | Best I Ever Had | Boi-1da | 4:17 |
| 16. | 9AM in Dallas   | Boi-1da | 3:39 |

| 15. | Best I Ever Had                                | Boi-1da                  | 4:17 |
| 16. | Uptown (featuring Bun B et Lil Wayne)          | Boi-1da, Arthur McArthur | 6:21 |
| 17. | Successful (featuring Trey Songz et Lil Wayne) | Noah "40″ Shebib         | 5:51 |

## Singles
1. Over - 8 mars 2010
2. Find Your Love - 5 mai 2010
3. Miss Me (featuring Lil Wayne) - 1er juin 2010
4. Fancy (featuring T.I. et Swizz Beatz) - 3 août 2010

## Samples
- Fancy contient des éléments et samples de "I Don't Want to Play Around" écrit par Aubrey Johnson, Henry Zant.
- Unforgettable contient des éléments et extraits de "At Your Best" de Aaliyah, écrit par Ronald Isley, Ernie Isley, Marvin Isley, O'Kelly Isley et Chris Jasper.
- Miss Me contient des éléments et extraits de "Wild Flower" de Hank Crawford, écrit par Doug Edwards et Dave Richardson.

## Classements

### Positions
| Classement / pays (2010)     | Meilleure position |
| ---------------------------- | ------------------ |
| Australie                    | 81                 |
| Australie Urban Albums       | 6                  |
| Canadian Albums Chart        | 1                  |
| Pays-Bas                     | 71                 |
| France                       | 117                |
| France téléchargements       | 27                 |
| Allemagne                    | 34                 |
| Irlande                      | 32                 |
| Nouvelle-Zélande             | 35                 |
| Afrique du Sud               | 16                 |
| Suisse                       | 69                 |
| UK Albums Chart              | 15                 |
| UK R&B Chart                 | 1                  |
| Billboard 200                | 1                  |
| Billboard R&B/Hip-Hop Albums | 1                  |
| Billboard Rap Albums         | 1                  |

### Ventes et certifications
| Pays        | Association | Certification | Ventes    |
| ----------- | ----------- | ------------- | --------- |
| Canada      | CRIA        | 2 × Platine   | 160 000   |
| États-Unis  | RIAA        | Platine       | 1 086 000 |
| Royaume-Uni | BPI         | Or            | 100 000   |